# Adams (Nebraska)
Pour les articles homonymes, voir Adams.
Adams est un village du comté de Gage, dans l'État du Nebraska, aux États-Unis. En 2020, il comptait une population de 604 habitants.